# 日本近代文学会
日本近代文学会（にほんきんだいぶんがくかい、英語: Association for Modern Japanese Literary Studies）は、日本の学術研究団体の一つ。日本の明治以降の文学を研究する学会としては最大のもの。

## 概要
1951年1月20日設立。学術研究団体としての種別は単独学会。
日本近代文学の研究を推進することを目的としている。日本学術会議協力学術研究団体である。

## 沿革
1950年、吉田精一の発案により伊狩章、村松定孝が話し合い、本間久雄、杉森久英が加わって学会設立の機運が高まり、12月に成瀬正勝、稲垣達郎が加わって設立委員会が行われ、1951年1月20日、近代日本文学会設立総会が開かれた。事務局は河出書房に置かれ、会長に本間が就任。翌1952年より事務局は東京堂に移り、1957年に本間が名誉会長になると、会長制が廃止されて代表理事が代表となり、初代に勝本が就いた。
1958年、顧問に青野季吉、木村毅、佐藤春夫、塩田良平、正宗白鳥、久松潜一、人見円吉、柳田泉、矢野峰人、湯地孝を迎えた。1959年に事務局は東京教育大学に移る。1964年より会誌『日本近代文学』を年一回刊行、会名も日本近代文学会と改まった。

## 歴代代表
- 会長
  - 1951年：本間久雄（のち名誉会長）（早大）
- 代表理事
  - 1957年：勝本清一郎
  - 1962年：稲垣達郎（早大）
  - 1964年：成瀬正勝（東大教養学部）
  - 1966年：吉田精一（東大文学部）
  - 1968年：木俣修（歌人）
  - 1970年：高田瑞穂（成城大学）
  - 1972年：川副国基（早大）
  - 1974年：稲垣達郎
  - 1976年：吉田精一
  - 1980年：田中保隆（聖心女子大）
  - 1982年：猪野謙二 （法政大）
  - 1984年：長谷川泉
  - 1986年：安川定男（中央大）　
  - 1988年：紅野敏郎（早大）
  - 1992年：竹盛天雄（早大）
  - 1996年：平岡敏夫（筑波大）
  - 1998年：十川信介（学習院大）
  - 2000年：畑有三（専修大）
  - 2002年：東郷克美（早大）
  - 2004年：曾根博義（日大）
  - 2006年：池内輝雄（筑波大）
  - 2008年：山田有策（東京学芸大）
  - 2010年：中島国彦（早大）
  - 2011年：日高昭二（神奈川大）
  - 2014年：松村友視（慶応大）
  - 2016年：関礼子（中央大）

## 刊行物

### 日本近代文学
- 誌名（和文）：日本近代文学
- 誌名（欧文）：Modern Japanese Literary Studies
- 創刊年：1964
- 資料種別：ジャーナル（査読付き論文を含む）
- 使用言語：日本語のみ
- 発行形態：印刷体、eジャーナル
- 著作権帰属先：著者
- クリエイティブコモンズ：定めていない
- 購読：有料